# 軍人皇帝

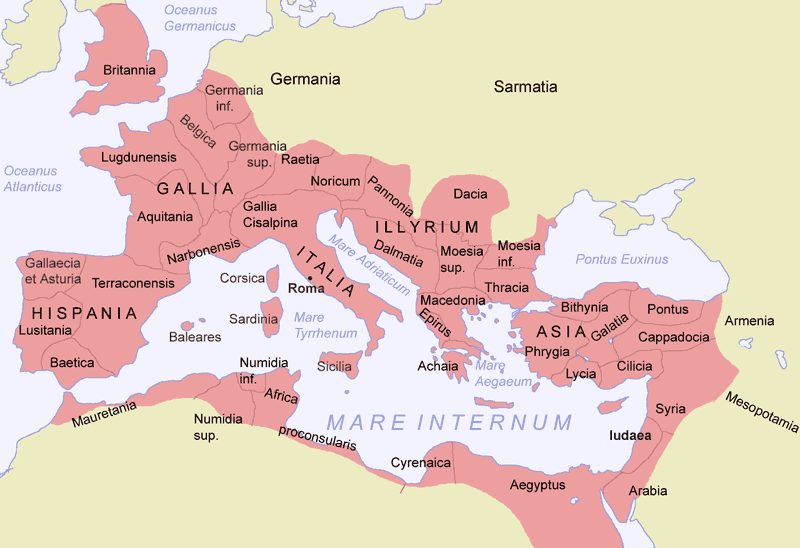
ローマ帝国の属州

軍人皇帝（ぐんじんこうてい）は、ローマ帝国で3世紀の危機と呼ばれた時期に、主に配下の軍事力を背景に廃立された諸皇帝をいう。
イタリア語ではこの時代をanarchia militare　イタリア語版ウィキペディア　という

## 軍人皇帝時代
235年から284年の間、軍人皇帝が乱立した時代を軍人皇帝時代（ぐんじんこうていじだい）と称する。
具体的には、アレクサンデル・セウェルス暗殺(セウェルス朝断絶)後に即位したマクシミヌス・トラクスから、ディオクレティアヌスに討たれたカリヌスまでの諸皇帝を指す。
元老院が容認した皇帝だけでも、前半の33年間（235年-268年）に14人が擁立された。
さらに、各地の実力者がローマ皇帝号を僭称することも多く、結果として皇帝の権威が失墜、また帝位が頻繁に入れ替わるためほとんど内乱と変わらない状態が長期間続き、これによりローマ帝国の国力は弱体化した。

## 原因
古代ローマにおいては共和政の時代より、国家の最高指導者がすなわち前線に立つ軍司令官であった。共和政の時代においては、2人の執政官がこの役目を担った。執政官が2人であることからひとりは軍司令官として前線に赴いても、もうひとりの執政官が内政を執ることができ、また2人の執政官が同時に軍司令官として前線に立たねばならない場合にも、代わって内政を担当するのは誰であるかの序列も決まっていた。1年間という執政官の短い任期も、国土の狭い時代には問題無く機能した。
しかしながら、古代ローマが地中海世界全域を支配する巨大な領域国家となって以降は、1年の任期の執政官による統治と軍事指揮というシステムでは機能しなくなった。
帝政に移行後も、国家の最高指導者と前線に立つ軍司令官が同一人物であるというシステムはそのまま継承された。初代皇帝のアウグストゥスをはじめ、多くの皇帝は内乱を勝ち抜いた人物であり、軍事と政治の両方の手腕を持っていた事から問題視はされなかった。アウグストゥス自身は軍才に乏しかったが、腹心アグリッパらに任せることで補った。またクラウディウスも病弱で軍務経験は皆無であったが、実際に軍を指揮する将軍たちの任命について人事の才能を発揮し、ブリタンニア遠征を成し遂げ、皇帝自身に軍才は無くてもシステムとしては問題無く機能した。
しかしながらローマ帝国がたびたび外敵の侵攻にさらされる時代になると、国家の最高指導者と前線に立つ軍司令官が同一人物であるというシステムには弊害が見られるようになった。しかし、終身の存在である皇帝は、おいそれと更迭ができる存在ではなく、軍司令官として無能さを露呈した皇帝を排除するには、叛乱・クーデター・暗殺という非合法な強硬手段に出る以外に選択肢が無くなってしまったのである。また軍司令官である以上、戦死・敵の捕虜になるという事態は、当然のこととして起こり得るものであり、その度に皇帝を選び直さなくてはならない事態が生じた。また選出手段が決まっていた（市民集会の選挙）執政官と違い、皇帝の場合は選出手段が定められておらず、これも混乱の原因となった。事実、軍人皇帝時代以前にも、ネロやコンモドゥスの死によってそれまでの皇帝の皇統が断絶したのを切っ掛けに、地方の属州総督が帝位を争って内乱を起こした例が2回ある（ローマ内戦 (68年-70年) (四皇帝の年) と、ローマ内戦 (192年-197年) (五皇帝の年)）。
先立つ2世紀後半の気候寒冷化による食糧生産性の低下や、それに伴う不満の鬱積とローマ末端組織の支配力喪失の進行へ対処する為にカラカラ帝が発したアントニヌス勅令により、中央の財政が悪化する。また、外敵の侵入に対応するため属州兵を現地徴募に切り替えた結果、属州への締め付けが効かなくなるという悪循環が止まらない時代であった。

## 特徴

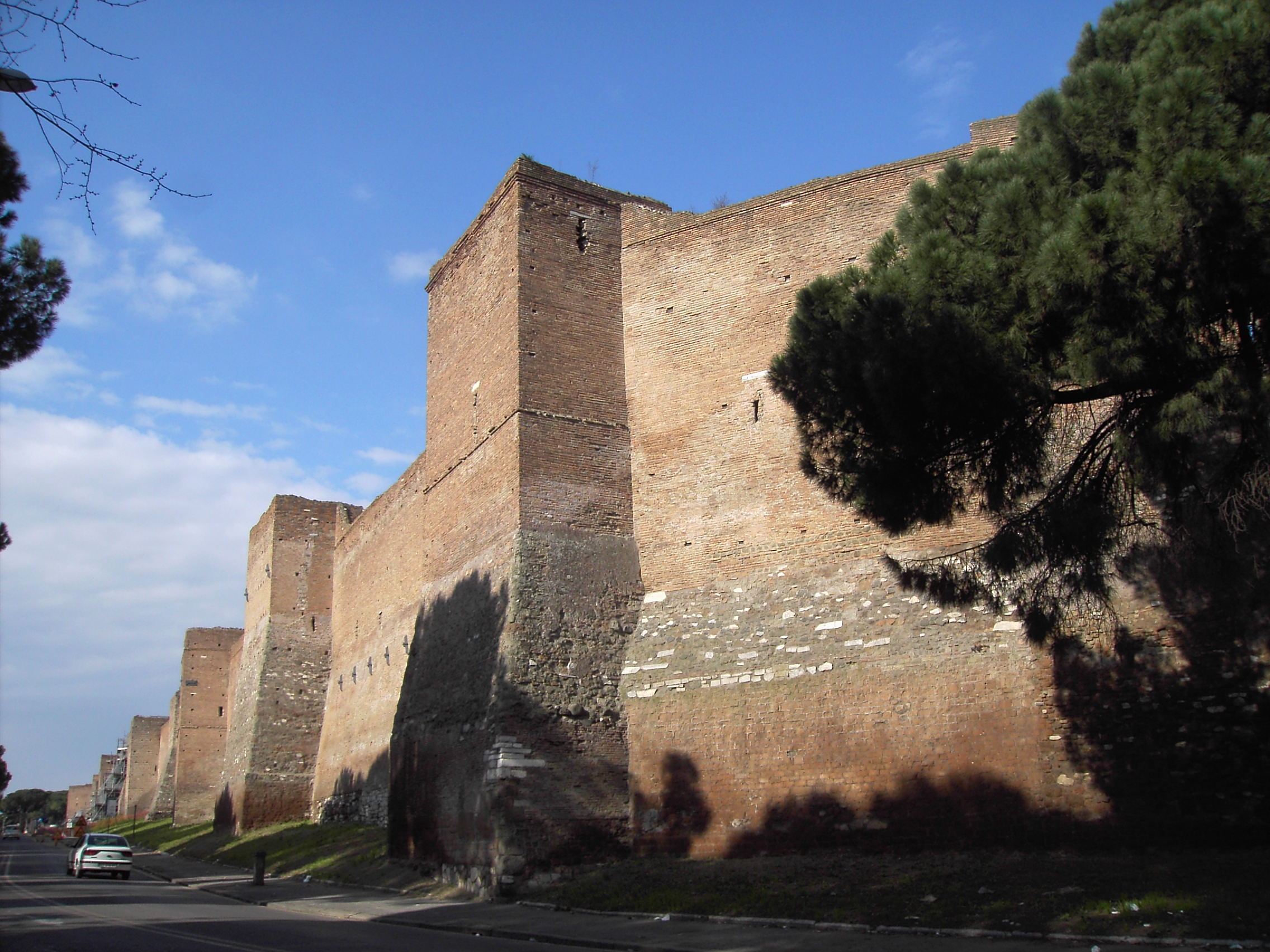
現在も残るアウレリアヌス城壁

英語ではBarracks Emperror（兵舎の皇帝）、ドイツ語でもSoldatenkaiser（兵隊皇帝）と呼ばれており、この名前の通り、彼らは以前の皇帝とは異なり、旧来の貴族層による擁立ではなく主にローマ軍団の軍事力を背景としたクーデターによることが挙げられる。軍人皇帝の身分は比較的低い出自が多く、たとえば最初の軍人皇帝であるマクシミヌス・トラクスはトラキア出身の一兵士からの叩き上げであり、マクシミヌス以外にも軍人皇帝たちの多くが名乗るほどの家名や祖先は持たず、彼らの擁立は軍隊の経歴により、その影響力も主として兵士であった。また元老院や貴族層は力を失って国政を動かす影響力に乏しくなり、軍隊の推挙を受けた指導者を追認するだけの存在となった。よって、属州軍により推挙され元老院の認定のないまま皇帝を僭称する軍司令官（僭称皇帝）が乱立した。前線で戦う兵士たちにとって軍司令官として有能な者を皇帝に選ぶのは生活の上でも身の安全の上でも死活問題であり、また元老院を形成する貴族層はかつての経済力や動員力・人脈を失い承認する以外に無かったのである。特に軍人皇帝のひとりであるガッリエヌスによって、軍務の経験者が元老院から分離された事が、この傾向に拍車をかけた。
しかし、軍人皇帝たちの多くはローマ帝国国境の軍司令官であったため、帝位の交替のたびに国境防衛に空白を生み、防衛能力の弱体化を招いた。またガリア地域における民心の離反と支配力喪失によりゲルマン人の侵入を容易にし、結果としてアウレリアヌス帝が再びローマに城壁を築くほどであった。皇帝の要件はローマに対する忠誠心を失った知識層や民衆の支持ではなく、相対的に高まった軍属・兵士の支持と、他の属州軍団に立ち勝る軍事力であり、これがなくなると剣によって得た権力を剣によって失うことになった。また、それぞれの属州において兵士がそれぞれ皇帝候補や僭称皇帝を擁立し、それら皇帝候補者の争いによる軍閥内の争いも生じた。
僭称皇帝の中には、ローマに進軍して自らが正規の皇帝になることを試みた者もいた。
ガリアを基盤に自立して260年に皇帝号を僭称したポストゥムスは、その地において事実上の独立国家を造り上げた。これが「ガリア帝国」と通称されている。また、東方のパルミラにおいては267年に「女王」と称されたゼノビアが自らの息子ウァバッラトゥスを擁立して皇帝号を僭称させ、ここでも「パルミラ帝国」と通称される事実上の独立国家が成立した。これにより、ローマ世界は本体の帝国とガリア帝国とパルミラ王国に三分されたことになる。
284年、プラエフェクトゥス・プラエトリオであったディオクレスが帝位に就くと、ディオクレティアヌスと名を変え、帝国のシステムを改革する。彼はまた帝国を4分割するというテトラルキアの制度を作り上げた。

## 後代への影響
軍人皇帝時代は皇帝の背景には軍事力が欠かせない要素ではあったが、その後の皇帝には軍事色が薄くなっていく。
ドミナートゥス(専制君主政)へと帝政を転換させたディオクレティアヌスやコンスタンティヌス1世などは皇帝権力を強化し、自らも兵を率いたが、その後は軍務は例えばスティリコのようにマギステル・ミリトゥム（軍司令官）が行い、彼らが帝国の運営の担い手となってゆく。
そして西ローマ帝国では、皇帝はホノリウス帝のように権威色が帯びるものの実際の政治的主導権は一層薄い存在となっていき、最後には傭兵隊長のオドアケルによって西ローマ皇帝は廃されてしまうことになった。
一方、東ローマ帝国ではコンスタンティヌス1世以来の強い皇帝権力が維持・強化され、ユスティヌス1世のように軍出身の皇帝が即位したり、7世紀のヘラクレイオスや10世紀のバシレイオス2世などのように親征を行う皇帝もいた。

## 軍人皇帝一覧
| 通称                                             | フルネーム                                                                          | 在位      | 備考 |
| 六皇帝                                           |                                                                                     |           | |
| マクシミヌス・トラクス                           | ガイウス・ユリウス・ウェルス・マクシミヌス                                          | 235–238   | アレクサンデル・セウェルスより簒奪。六皇帝の1人 |
| マグヌス［英語］                                 | ガイウス・ペトレイウス・マグヌス                                                    | 235       | ゲルマニアで皇帝僭称。マクシミヌスの反乱者 |
| クァルティヌス［英語］                           | ティティウス・クァルティヌス                                                        | 235       | オスロエネで皇帝僭称。マクシミヌスの反乱者 |
| ゴルディアヌス1世                                | マルクス・アントニウス・ゴルディアヌス・センプロニアヌス・ロマヌス・アフリカヌス    | 238       | アフリカ属州で即位。息子ゴルディアヌス2世は共同皇帝。六皇帝の1人                                                                                             |
| ゴルディアヌス2世                                | マルクス・アントニウス・ゴルディアヌス・センプロニアヌス・ロマヌス・アフリカヌス    | 238       | アフリカ属州で即位。父ゴルディアヌス1世の共同皇帝。六皇帝の1人                                                                                               |
| プピエヌス・マクシムス                           | マルクス・クロディウス・プピエヌス・マクシムス                                      | 238       | バルビヌスと共同皇帝。六皇帝の1人 |
| バルビヌス                                       | デキムス・カエリウス・カルウィヌス・バルビヌス                                      | 238       | プピエヌス・マクシムスと共同皇帝。六皇帝の1人 |
| ゴルディアヌス3世                                | マルクス・アントニウス・ゴルディアヌス・ピウス                                      | 238–244   | ゴルディアヌス1世の娘で、ゴルディアヌス2世の姉妹であるアントニア・ゴルディアナの息子。六皇帝の1人                                                            |
| サビニアヌス                                     | マルクス・アシニウス・サビニアヌス                                                  | 240       | アフリカで皇帝僭称。ゴルディアヌス3世の反乱者 |
| 六皇帝以降                                       |                                                                                     |           | |
| ピリップス・アラブス                             | マルクス・ユリウス・ピリップス                                                      | 244–249   | 息子マルクス・ユリウス・セウェルス・ピリップスは共同皇帝 |
| パカティアヌス［英語］                           | ティベリウス・クラウディウス・マリヌス・パカティアヌス                              | 248–249   | モエシアで皇帝僭称。ピリップスの反乱者 |
| ヨタピアヌス［英語］                             | マルクス・F・R・ヨタピアヌス                                                        | 248–249   | シリア属州で皇帝僭称。同上 |
| シルバナックス［英語］                           | マルクス・シルバナックス                                                            | 249?/253? | ゲルマニア・スペリオルで皇帝僭称?。同上 |
| スポンシアヌス［英語］                           | 不詳                                                                                | 不詳      | トランシルバニア地方で皇帝僭称?。同上 |
| デキウス                                         | ガイウス・メッシウス・クィントゥス・トライアヌス・デキウス                          | 249–251   | ピリップスより簒奪。息子ヘレンニウス・エトルスクスは共同皇帝                                                                                                 |
| リキニアヌス［英語］                             | ユリウス・ウァレンス・リキニアヌス                                                  | 250       | ローマ市で皇帝僭称。デキウスの反乱者 |
| プリスクス［英語］                               | （ルキウスまたはユリウス・ティトゥス）・プリスクス                                  | 250       | マケドニア属州で皇帝僭称。同上 |
| トレボニアヌス・ガッルス                         | ガイウス・ウィビウス・トレボニアヌス・ガッルス                                      | 251–253   | ホスティリアヌス(251年)および息子ガイウス・ウィビウス・ウォルシアヌス（251年-253年）と共同皇帝                                                               |
| マルクス・アエミリウス・アエミリアヌス           | マルクス・アエミリウス・アエミリアヌス                                              | 253       | トレボニアヌス・ガッルスより簒奪。 |
| ウァレリアヌス                                   | プブリウス・リキニウス・ウァレリアヌス                                              | 253–260   | アエミリウスより簒奪。息子ガッリエヌスと共同皇帝 |
| ウラニウス・アントニウス［英語］                 | ルキウス･ユリウス・アウレリウス・スルプキウス・セウェルス・ウラニウス・アントニウス | 253–254   | シリアで皇帝僭称。ウァレリアヌスの反乱者 |
| ガッリエヌス                                     | プブリウス・リキニウス・エグナティウス・ガッリエヌス                                | 253–268   | 父ウァレリアヌスの被捕虜後に単独皇帝に即位。ガリア帝国やパルミラ帝国など各地で分離勢力による反乱が頻発する中、軍人皇帝時代最長となる15年もの治世を維持した。 |
| プブリウス・リキニウス・コルネリウス・サロニヌス | プブリウス・リキニウス・コルネリウス・サロニヌス                                    | 260       | ガッリエヌスの息子で共同皇帝。ガリアの叛乱者ポストゥムスによって殺害される。                                                                                 |
| インゲヌス［英語］                               | 不詳                                                                                | 260       | シルミウムで皇帝僭称。ガッリエヌスの反乱者 |
| レガリアヌス［英語］                             | プブリウス・C・レガリアヌス                                                         | 260       | パンノニアで皇帝僭称。同上 |
| マクリアヌス・ミノル                             | ティトゥス・フルウィウス・ユニウス・マクリアヌス                                    | 260–261   | 同名の父マクリアヌス・マヨルの計らいにより弟クィエトゥスとともに皇帝を僭称する。同上                                                                         |
| クィエトゥス                                     | ティトゥス・フルウィウス・ユニウス・クィエトゥス                                    | 260–261   | マクリアヌス・マヨルの息子で兄弟マクリアヌス・ミノルの僭称共同皇帝。同上                                                                                     |
| バッリスタ                                       | 不詳（カッリストゥス?）                                                             | 260–264   | マクリアヌス親子らに加勢して皇帝を僭称する。同上 |
| テッサロニクス［英語］                           | ウァレンス・テッサロニクス                                                          | 261       | アカエア（ギリシア）で皇帝僭称。同上 |
| ピソ［英語］                                     | ルキウス・カルプルニウス・ピソ・フルギ                                              | 261       | アカエアで皇帝僭称。同上 |
| ムッシウス・アエミリアヌス［英語］               | ルキウス・ムッシウス・アエミリアヌス                                                | 260-261   | アエギュプトゥスで皇帝僭称。同上 |
| ケルスス［英語］                                 | ティトゥス・コルネリウス・ケルスス                                                  | 不詳      | アフリカ属州で皇帝僭称。同上 |
| トレベッリアヌス［英語］                         | 不詳                                                                                | 不詳      | 小アジアで皇帝僭称。同上 |
| アウレオルス［英語］                             | 不詳                                                                                | 268       | パンノニアで皇帝僭称。同上 |
| クラウディウス・ゴティクス                       | マルクス・アウレリアヌス・クラウディウス                                            | 268–270   | ガッリエヌスより簒奪。 |
| サトゥルニヌス［英語］                           | 不詳                                                                                | 268       | クラウディウスの反乱者 |
| ケンソリヌス［英語］                             | アッピウス・クラウディウス・ケンソリヌス                                            | 269–270   | イタリア本土で皇帝僭称?。クラウディウスの反乱者 |
| クィンティッルス                                 | マルクス・アウレリアヌス・クラウディウス・クィンティッルス                          | 270       | クラウディウスの弟。 |
| ルキウス・ドミティウス・アウレリアヌス           | ルキウス・ドミティウス・アウレリアヌス                                              | 270–275   | クィンティッルスより簒奪。ガリア帝国とパルミラ帝国を滅ぼし、ローマ帝国の再統一を達成。                                                                       |
| ドミティアヌス2世［英語］                        | 不詳                                                                                | 270-271   | ガリア北部で皇帝僭称?。アウレリアヌスの反乱者 |
| フェリキッシムス［英語］                         | 不詳                                                                                | 271       | ローマ市内で皇帝僭称?。アウレリアヌスの反乱者 |
| セプティミウス［英語］                           | 不詳                                                                                | 271       | ダルマティアで皇帝僭称。同上 |
| ウルバヌス［英語］                               | 不詳                                                                                | 271/272   | 僭称者。同上 |
| フィルムス                                       | 不詳                                                                                | 273       | アエギュプトゥスで皇帝僭称。同上 |
| マルクス・クラウディウス・タキトゥス             | マルクス・クラウディウス・タキトゥス                                                | 275–276   | |
| フロリアヌス                                     | マルクス・アンニウス・フロリアヌス                                                  | 276       | マルクス・クラウディウス・タキトゥスの弟。 |
| プロブス                                         | マルクス・アウレリウス・プロブス                                                    | 276–282   | フロリアヌスから簒奪。 |
| プロクルス［英語］                               | 不詳                                                                                | 280/281   | ボノスス［英語］と共にゲルマニア・インフェリオルで皇帝僭称。プロブスの反乱者                                                                                 |
| サトゥルニヌス                                   | ユリウス・サトゥルニヌス                                                            | 281       | アエギュプトゥスで皇帝僭称。同上 |
| マルクス・アウレリウス・カルス                   | マルクス・アウレリウス・カルス                                                      | 282–283   | プロブスより簒奪。 |
| カリヌス                                         | マルクス・アウレリウス・カリヌス                                                    | 283–285   | 弟ヌメリアヌスと共同皇帝。 |
| サビヌス・ユリアヌス［英語］                     | マルクス・アウレリウス・サビヌス・ユリアヌス                                        | 284–285   | パンノニアで皇帝僭称。カリヌスの反乱者 |
| ドミナートゥス（専制君主制）                     |                                                                                     |           | |
| ディオクレティアヌス                             | ガイウス・アウレリウス・ウァレリウス・ディオクレティアヌス                          | 284–305   | カリヌスより簒奪。一般的には軍人皇帝に含まれない |
| 皇帝名                                           | フルネーム                                                                          | 在位      | 備考 |

注：
- 元老院より認められた「正式な皇帝」
- 皇帝僭称者（ラテン語：usurpatio）
- 皇帝僭称者の内、実在が疑われている人物は小文字・括弧付で記載している。
- 上述したように、ディオクレティアヌスは一般に軍人皇帝へ含まないが、連続性を考慮して記載している。